# Isolotti Sgrisagne
Gli isolotti Sgrisagne, Grisagne o scogli Skrisagn (in croato: Skrižanj), sono due isolotti disabitati della Dalmazia settentrionale in Croazia; si trovano nel mare Adriatico e fanno parte delle isole Incoronate. Amministrativamente appartengono al comune Morter-Incoronate, nella regione di Sebenico e Tenin.

## Geografia
Gli isolotti si trovano a nord di punta Meda (rt Mede) l'estremità meridionale di Curba Grande, tra quest'ultima e l'isolotto di Martignacco.
- Sgrisagne Grande[7] o Sgrisagne[8] (Skrižanj Veli), è un isolotto di forma irregolare, vagamente triangolare, con una superficie di 0,077 km²[9], uno sviluppo costiero di 1,43 km[9] e un'altezza di 18 m[1]; si trova 1,2 km a nord di punta Meda e 840 m a sud-ovest di Martignacco.
- Sgrisagne Piccolo[10] (Skrižanj Mali), solo 50 m[1] a nord-ovest del precedente, è uno scoglio rotondeggiante di circa 140 m[1] di diametro; ha un'area di 0,014 km²[9], uno sviluppo costiero di 0,46 km[9] e un'altezza di 9 m 43°42′03″N 15°31′12″E.

### Isole adiacenti
- Babinagusizza (Babina Guzica), a nord di Curba Grande.
- Martignacco (Mrtovnjak), a nord-est.
- Vertlich[5][11] o Ravna[4] (Vrtlić), scoglio 1,7 km[1] a sud-est, con una superficie di 0,013 km²[9], uno sviluppo costiero di 0,42 km[9] e un'altezza di 8 m[1] 43°41′34″N 15°32′46″E.

### Cartografia
- (HR) Mappa topografica della Croazia 1:25000, su preglednik.arkod.hr. URL consultato il 26 giugno 2017.
- G. Giani, Carta prospettiva delle Comuni censuarie della Dalmazia, foglio 6, 1839. Fondo Miscellanea cartografica catastale, Archivio di Stato di Trieste.
- Carta di cabottaggio del mare Adriatico, foglio VII, Milano, Istituto geografico militare, 1822-1824. URL consultato il 5 luglio 2017 (archiviato dall'url originale il 13 aprile 2013)..